# Stanisław Duda (inżynier)
Stanisław Duda (ur. 22 kwietnia 1945 w Warze) – polski inżynier i polityk, poseł na Sejm X kadencji (1989–1991).

## Życiorys
W 1968 uzyskał tytuł zawodowy inżyniera mechanika w Wyższej Szkole Inżynierskiej w Rzeszowie. Pracował w przemyśle, w 1978 został dyrektorem Zakładu Rolno-Przemysłowego i Handlowego Igloopol w Dynowie.
W 1967 wstąpił do Polskiej Zjednoczonej Partii Robotniczej, pełnił funkcję sekretarza społecznego Komitetu Miejsko-Gminnego w Dynowie. Z ramienia partii pełnił mandat radnego Wojewódzkiej Rady Narodowej w Przemyślu, a w 1989 uzyskał mandat posła na Sejm kontraktowy z okręgu przemyskiego. Zasiadał w Komisji Rolnictwa i Gospodarki Żywnościowej, na koniec kadencji należał do Parlamentarnego Klubu Lewicy Demokratycznej. Nie angażował się politycznie przez kolejne lata. W 2010 był jednak kandydatem na urząd burmistrza Dynowa, zajmując 2. miejsce spośród 3 kandydatów.
Objął funkcję prezesa miejskiego koła Polskiego Związku Wędkarskiego w Dynowie.

## Odznaczenia
- Złoty Krzyż Zasługi (1988)
- Odznaka „Za zasługi w rozwoju województwa przemyskiego (1979)”
- Srebrna Honorowa Odznaka Stowarzyszenia Inżynierów i Techników Mechaników Polskich[4]